# Anomiopus intermedius
Anomiopus intermedius là một loài bọ cánh cứng trong họ Bọ hung (Scarabaeidae).